# Всероссийский научно-исследовательский конъюнктурный институт
Всероссийский научно-исследовательский конъюнктурный институт (ВНИКИ) — независимая научно-исследовательская и консалтинговая организация в Российской Федерации — России, занимающаяся комплексом научно-практических вопросов в области внешнеэкономической деятельности .

## История
Научно-исследовательский конъюнктурный институт был создан 12 июня 1947 года при Министерстве внешней торговли СССР. Прямыми предшественниками ВНИКИ были Научно-исследовательский институт монополии внешней торговли (1929 — 1939 годов) и Конъюнктурный институт (1939 — 1941 годов) Наркомвнешторга СССР. 
Более 50 лет институт осуществлял научно-информационное обеспечение деятельности Министерства внешней торговли Союза ССР, других государственных организаций и ведомств в сфере внешнеэкономической деятельности. Результаты научно-исследовательской деятельности института использовались при выработке внешнеэкономической политики и решении различных вопросов внешней торговли: изучение конъюнктуры зарубежных рынков, ценообразование на различные товары, организация взаимодействия советских внешнеторговых организаций с зарубежными партнёрами, и другого.
Институт имел корпункты и представительства в различных государствах и странах, получал уникальные зарубежные источники, позволявшие проводить наблюдение (мониторинг), сравнение внешних рынков, отслеживать и прогнозировать мировые цены на любые товары и услуги. В частности, в фондах ВНИКИ имеются годовые отчёты о внешнеторговых операциях (аналог статистики ГТК) более, чем по 70 государствам и странам.
За заслуги в области исследований внешнеэкономических связей Указом Президиума Верховного совета СССР, от 12 июня 1972 года, Институт был удостоен орденом Трудового Красного Знамени.
В 1978 году Институт получил статус Всесоюзного. На него было возложено научно-методическое руководства работой отраслевых институтов в области изучения мировых товарных рынков и повышения конкурентоспособности отечественного экспорта.
В 1988 году ВНИКИ был объединен с Научно-исследовательским институтом экономического и технического сотрудничества Государственного комитета по экономическим связям (ГКЭС).
В 1992 году Институт получил своё современное название — Всероссийский научно-исследовательский конъюнктурный институт (ВНИКИ). В 1994 году был акционирован и преобразован в открытое акционерное общество.
В течение почти 60 лет ВНИКИ издаёт еженедельную газету Бюллетень иностранной коммерческой информации, а также ценовые справочники и тематические сборники. 

## Цели и задачи
В настоящее время ВНИКИ работает как независимая научно-исследовательская и консультационная организация, выполняя различные  исследовательские и аналитические работы, оказывает услуги по информационному обеспечению бизнеса в России и за рубежом российским и иностранным компаниям .
Основные виды выполняемых институтом работ:
- проведение маркетинговых исследований различных товарных рынков и подготовка конъюнктурных обзоров российского и зарубежных рынков;
- выполнение технико-экономических обоснований (ТЭО) инвестиционных проектов и бизнес-планов, а также их экспертное сопровождение;
- проведение экспертиз, обоснований цен и условий сделок на внешнем и внутреннем рынках;
- обобщение аналитических и статистических данных по внешнеэкономической деятельности России и зарубежных стран, в частности оперативной информации по внешнеторговым ценам и объемам экспортных и импортных поставок;
- подготовка информации и аналитических справок по зарубежным фирмам-производителям, импортёрам и экспортёрам.

Институт  продолжает тесное сотрудничество с государственными структурами в качестве независимой экспертной организации. Главными заказчиками работ экспертных и информационно-консультационных услуг ВНИКИ являются: Государственная Дума, Минэкономразвития (ранее МВЭС и Минэкономики), Минпромэнерго, Минфин, Банк России, ФНС, ФТС, ФСБ, МВД и другие государственные организации.